# 大都會運輸
《大都會運輸》是2011年一個商業模擬遊戲，讓玩家在阿姆斯特丹、維也納、赫爾辛基及柏林等一些城市經營巴士、有軌電車、地鐵、渡輪及直升機等公共交通。該遊戲由芬蘭工作室Colossal Order開發，並由Paradox Interactive發行。

## 简介
都市运输是一个以城市为主的PC运输模拟器。玩家要经营自己的运输公司，购买各种车辆类型，包括公共汽车，电车和地铁。以满足城市居民的需求与公共交通网络建设，玩家应赚取尽可能多的利润。还可以观察不断变化和发展的城市，以及城市中的不同职业的人。而这个游戏的关键是要建立一个成功和高效的公交网络。

## 后续作品
- 都市运输2

## 同類遊戲
- 《交通巨人》 （Traffic Giant）
- 《運輸大亨》 （Transport Tycoon）
- 《模擬交通》 （Simutrans）

## 外部連結
- Cities in Motion官方網站
- Colossal Order 官方網站 （页面存档备份，存于）